# Pachygrapsus transversus
Pachygrapsus transversus är en kräftdjursart som först beskrevs av Lewis Reeve Gibbes 1850.  Pachygrapsus transversus ingår i släktet Pachygrapsus och familjen ullhandskrabbor. Inga underarter finns listade i Catalogue of Life.